# Pterygia scabricula
Pterygia scabricula is een slakkensoort uit de familie Mitridae. De wetenschappelijke naam werd gepubliceerd in 1767 door Carl Linnaeus.